# Elecciones del territorio sur de Baja California de 1971
Las elecciones del territorio sur de Baja California de 1971 se realizaron el domingo 14 de noviembre de 1971. Fueron las primeras de su tipo en realizarse en el territorio federal, tras la transformación de las delegaciones municipales en municipios, previo a su conversión en estado de la república. En estas elecciones se eligieron por primera vez presidentes municipales para La Paz, Comondú y Mulegé, para un periodo de tres años.

## Resultados

### Ayuntamientos
|  | 89.43 % |

|  | 0.75 % |

|  | 0.40 % |

|  | 0.24 % |

|  | 90.85 % |

|  | 9.15 % |